# 格利特峰
格利特峰（Glittertind），是挪威第二高峰，海拔含峰頂冰河為2,465公尺，若不計冰河則為2,452公尺。該峰位於洛姆自治區，為尤通黑門山脈的一部分。
格利特峰以往被視為挪威的最高峰，因包含峰頂冰河高度略高於鄰近的加爾赫峰。近年來因全球暖化因素，峰頂冰河略有融化，已略低於加爾赫峰而降為挪威第二高峰。